# Comté de Greenville
Le comté de Greenville est l’un des 46 comtés de l’État de Caroline du Sud, aux États-Unis. Il a été fondé en 1786. Son siège est la ville de Greenville. Selon le recensement de 2010, la population du comté est de 451 225 habitants. C'est le comté le plus peuplé de l'État.

## Géographie
Le comté a une superficie de 2 059 km², dont 2 046 km² de terre ferme. 

## Démographie
| 1790  | 1800   | 1810   | 1820   | 1830   | 1840   |
| ----- | ------ | ------ | ------ | ------ | ------ |
| 6 503 | 11 504 | 13 133 | 14 530 | 16 476 | 17 839 |

| 1850   | 1860   | 1870   | 1880   | 1890   | 1900   |
| ------ | ------ | ------ | ------ | ------ | ------ |
| 20 156 | 21 892 | 22 262 | 37 496 | 44 310 | 53 490 |

| 1910   | 1920   | 1930    | 1940    | 1950    | 1960    |
| ------ | ------ | ------- | ------- | ------- | ------- |
| 68 377 | 88 498 | 117 009 | 136 580 | 168 152 | 209 776 |

| 1970    | 1980    | 1990    | 2000    | 2010    | - |
| ------- | ------- | ------- | ------- | ------- | - |
| 240 546 | 287 913 | 320 167 | 379 616 | 451 225 | - |